# De Waterbus

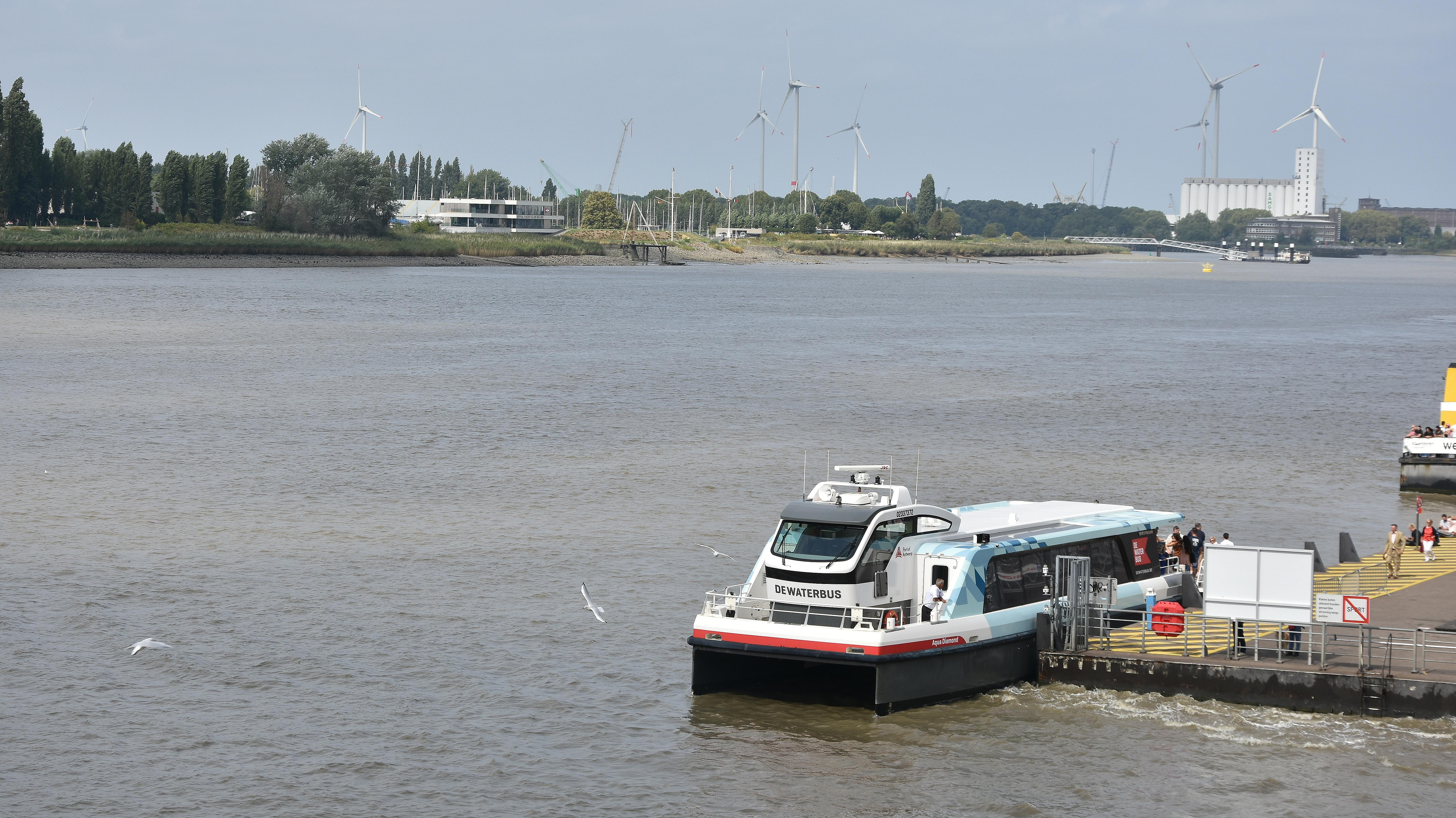
De Waterbus aan het Steenplein te Antwerpen

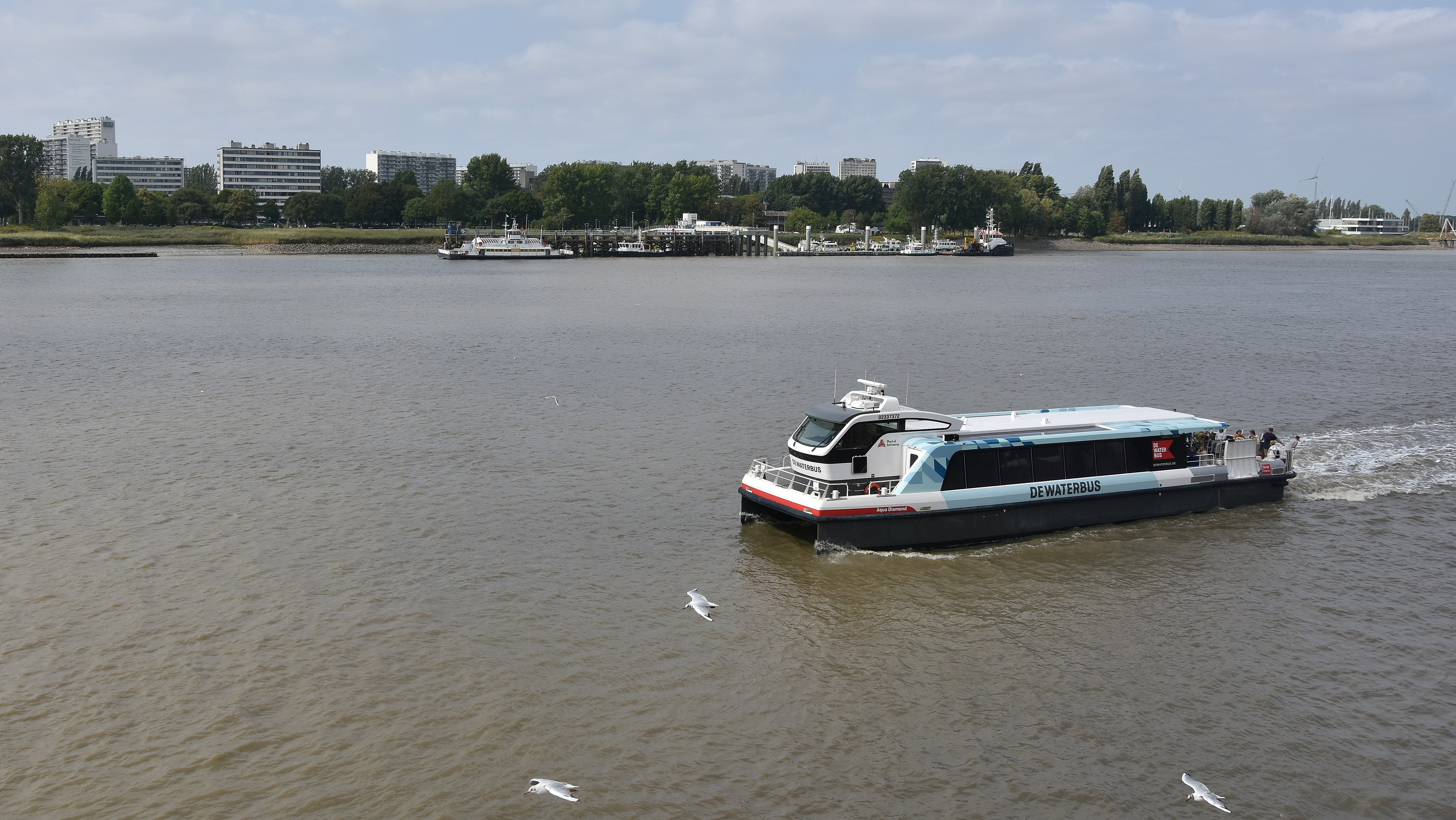
De Waterbus richting Kruibeke en Hemiksem

De Waterbus is een vorm van openbaar vervoer te water op de Schelde. Ze vormt sinds 1 juli 2017 een verbinding tussen het veer aan de Callebeekstraat te Hemiksem via de Scheldelei te Kruibeke naar het Steenplein te Antwerpen en dan verder via Zwijndrecht tot de Kallosluis in Kallo. Sinds 1 juli 2019 werd het traject van de waterbus noordwaarts op de Schelde met twee halten uitgebreid met Liefkenshoek en Lillo.. Dit traject werd van 1 juli 2017 tot 1 januari 2021 geëxploiteerd door het Havenbedrijf Antwerpen. Het vervoer op het water is een alternatief voor de drukte op de weg in en rond de stad Antwerpen. De Waterbus wordt ook recreatief gebruikt. 
Op 1 januari 2021 droeg het Havenbedrijf Antwerpen als 'Port of Antwerp' De Waterbus officieel over aan de MDK; het Vlaams agentschap voor Maritieme Dienstverlening en Kust die sindsdien de dienst exploiteert.
Een enkele vaart tussen Hemiksem en Antwerpen, en tussen Kallo en Antwerpen neemt ongeveer een half uur tijd in beslag, tussen Hemiksem en Kallo dus een uur. Op 22 december 2017 verwelkomde De Waterbus de honderdduizendste passagier aan boord. Er bestaan plannen om ook een waterbus in te leggen om plaatsen nog verder ten noorden en zuiden van Antwerpen te bedienen.  De eerste waterbus draagt de naam Aqua Diamond.  
In 2019 was er sinds 18 februari 2019 ook nog een traject van De Waterbus op het Albertkanaal maar dit werd wegens tegenvallende resultaten op 31 december 2019 terug afgevoerd.
Er zijn op het Scheldetraject tussen Antwerpen en Lillo nog twee bijkomende haltes gepland, namelijk 'Total' en 'Droogdokkeneiland'. Ook is er een vraag naar verlenging via Rupelmonde tot de brug van Temse.
In Burcht wordt er een halte aangelegd ter hoogte van het Kaaiplein

## Fiets
Een fiets kan gratis mee. In augustus 2022 werd het plan voorgesteld en snel weer ingetrokken om de fietsen tijdens de spitsuren te verbieden, wegens de populariteit ervan. Die mogelijkheid wordt veel gebruikt als natransport van de werknemers, onder andere in de haven. In plaats van een verbod wordt nu geadviseerd om een elektrische step of plooifiets te gebruiken in plaats van een fiets. Er worden ook deelfietsen onderzocht.

## Vloot
Aqualiner, het bedrijf achter De Waterbus, vaart met schepen (Waterbus 2407) van de Nederlandse fabrikant Damen.
De schepen dragen allemaal de prefix "Aqua".
De naamgeving van het eerste schip, Aqua Diamond, vond plaats op 29 juni 2017 aan het Steenplein in Antwerpen.
Het schip heeft deze naam gekregen als een eerbetoon aan de leidende rol die Antwerpen heeft in de diamantindustrie.
Alle schepen kunnen de maximaal geldende snelheid aan; op de Schelde is dit 40km/u en op het Albertkanaal 15km/u.
- Aqua Diamond (juni 2017)
- Aqua Ferro (oktober 2017-2020)[11]
- Aqua Ruby (november 2017)
- Aqua Jade (eind 2018)
- Aqua Emerald (eind 2018)
- Aqua Crystal (april 2019)
- Aqua Pearl (januari 2020)

Tussen oktober 2017 en de start van de Albertkanaal-route werd de Aqua Ferro als reserve-/ noodoplossing gebruikt bij uitval van de Aqua Diamond. Hierna is deze, samen met de Hendrikus en Rhoonscheveer, op het Albertkanaal gaan varen. Per 2020 is de Aqua Ferro in de inzet op diverse Nederlandse pontjes en Waterbus verbindingen.
In 2023 zijn 2 nieuwe dubbeldeks schepen geleverd, Aqua Beryl en Aqua Sapphire. Echter zijn deze niet geschikt voor huidige haltes, en liggen deze in afwachting van aanpassingen daaraan in Zwijndrecht. 
Vanaf 1 januari 2024 wordt De Waterbus niet langer door het Nederlands bedrijf Aqualiner (dat sinds 2021 de uitbating van de waterbus op de Schelde waarnam) geëxploiteerd. Het contract voor de exploitatie werd na een openbare aanbesteding toegewezen aan Brabo. 

## Galerij

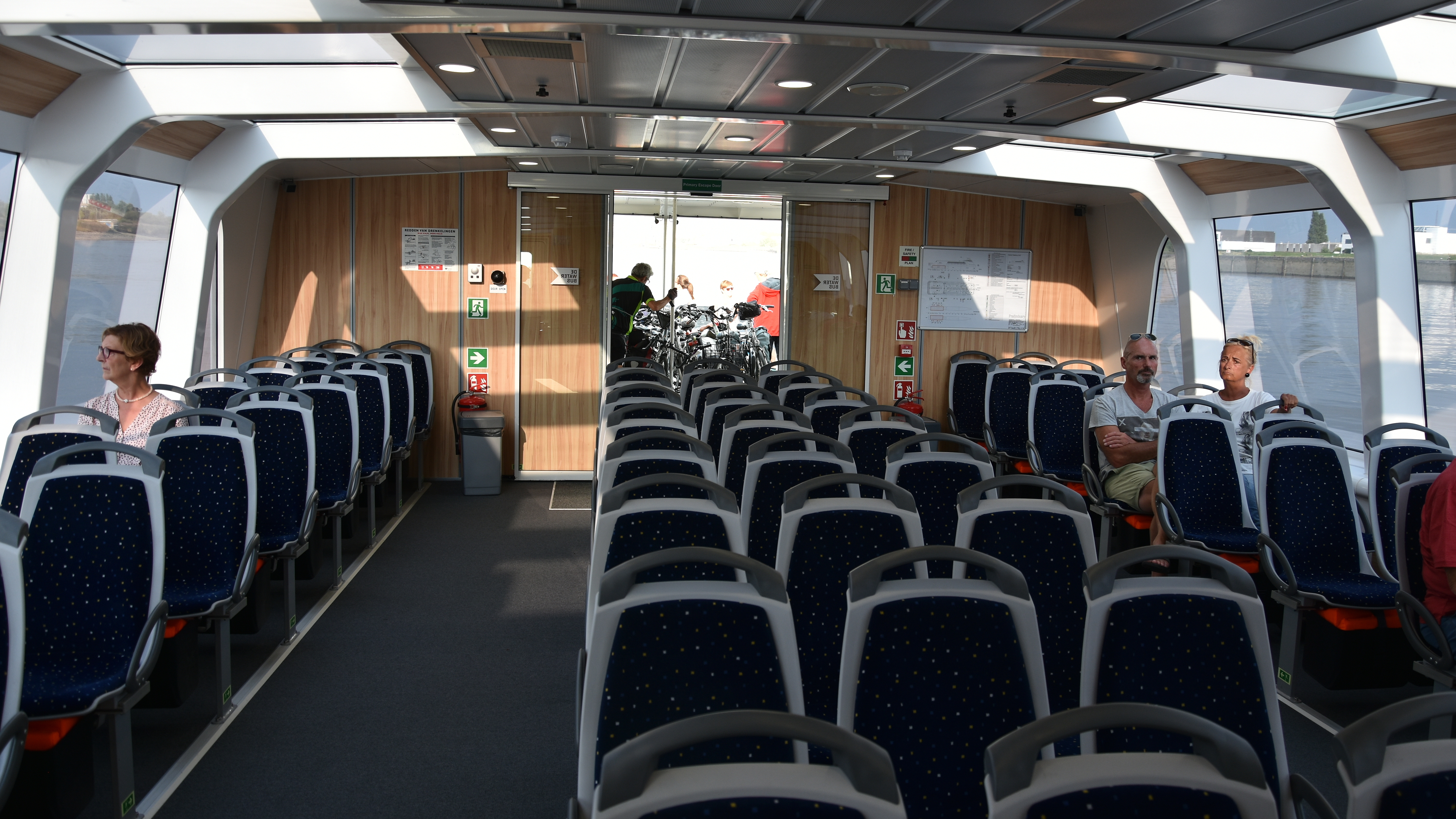
Interieur
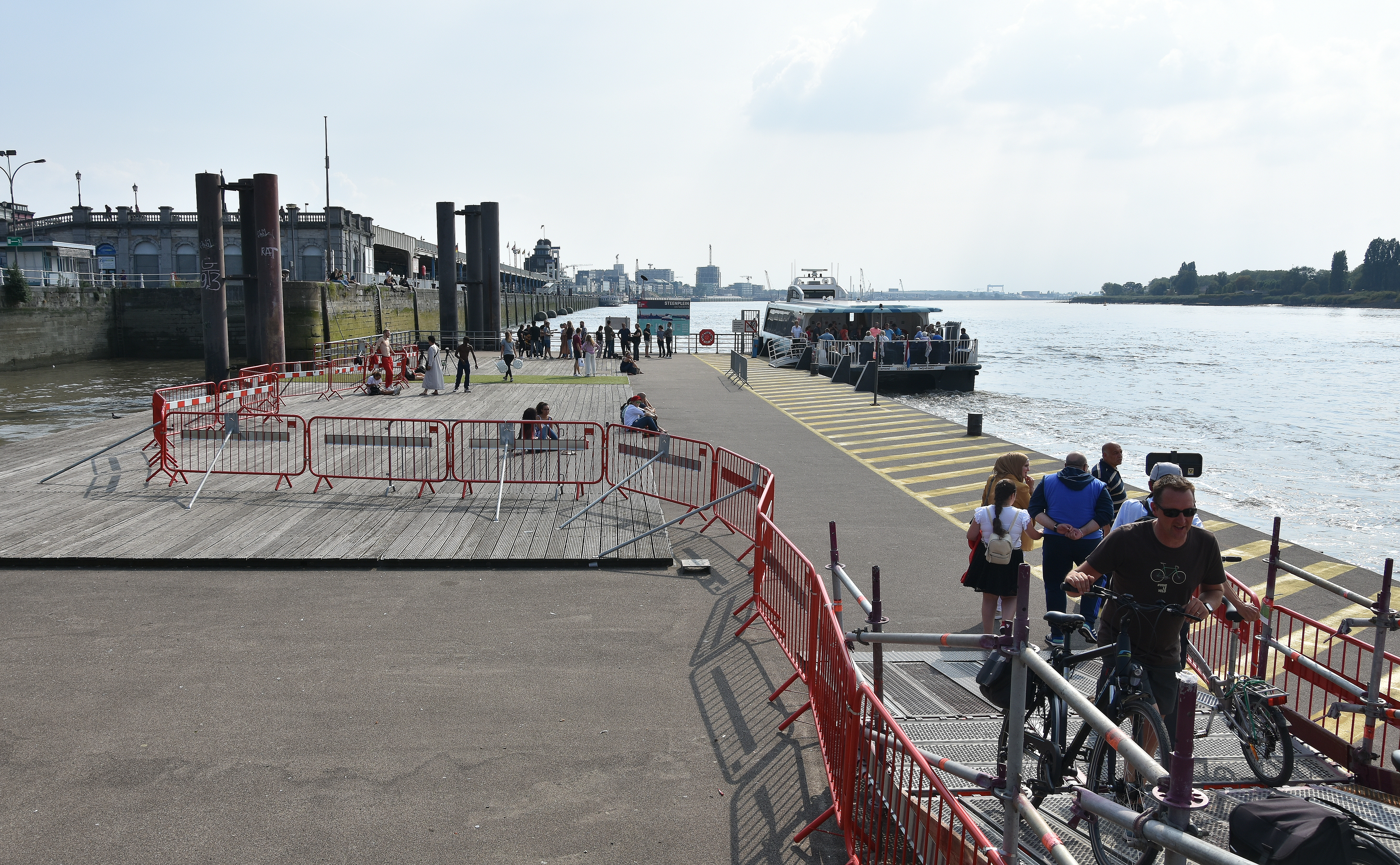
De aanlegplaats te Antwerpen op de steiger aan het Steenplein
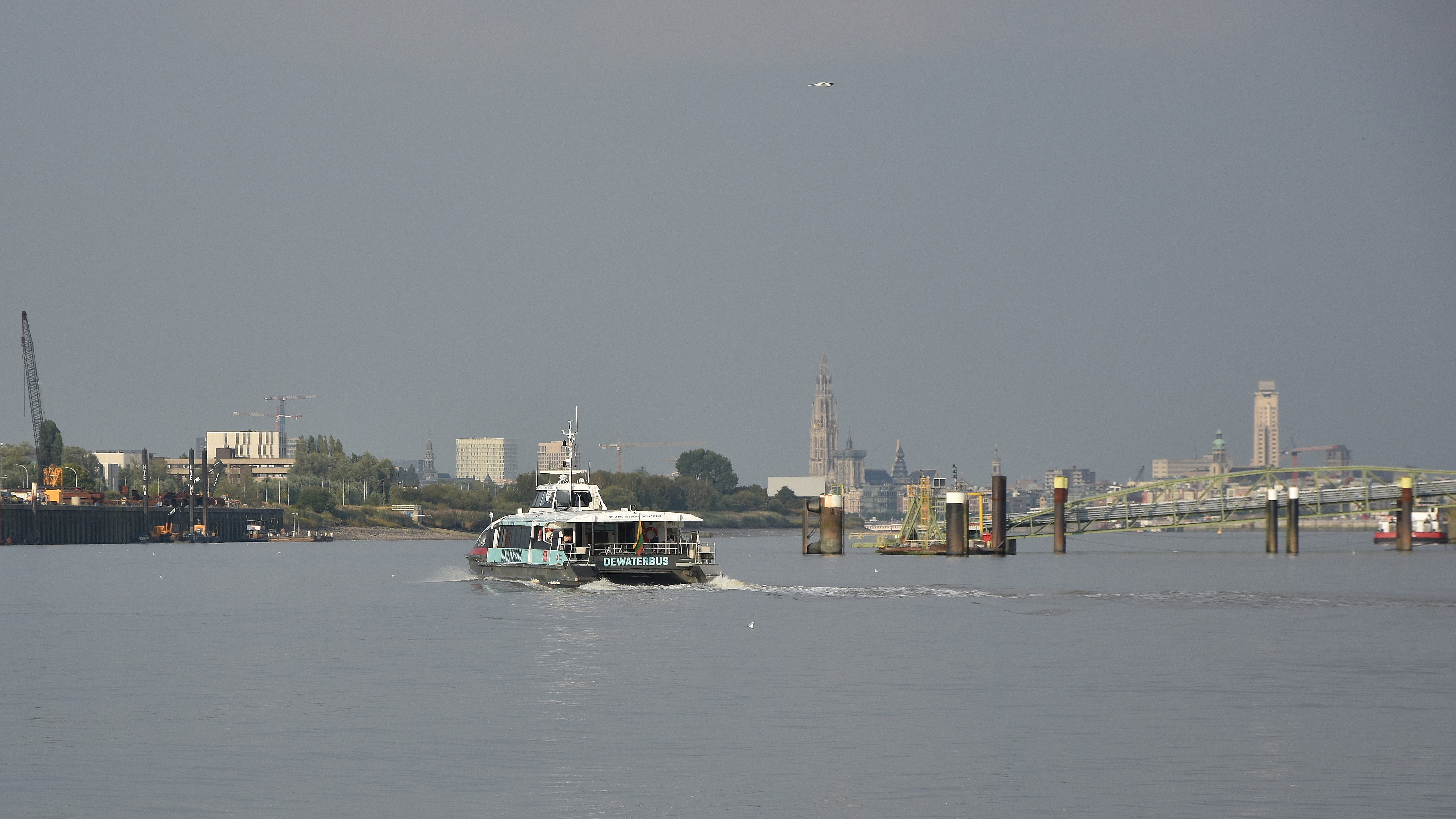
Op de Schelde bij Antwerpen
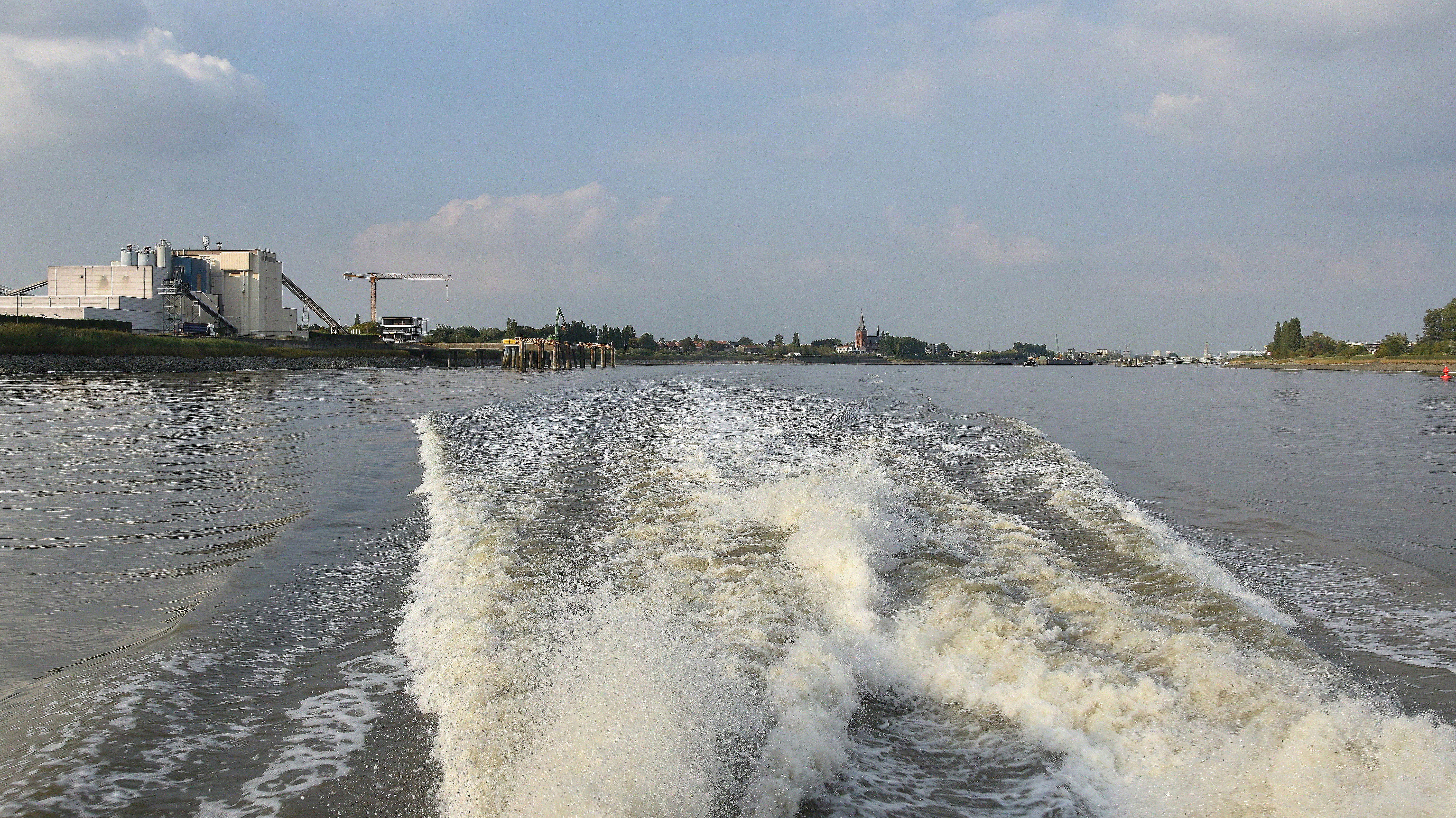
DeWaterbus met Burcht op de achtergrond